# Чурін Олексій Вікторович
Олексій Вікторович Чурін (27 травня 1980, Іжевськ, Удмуртська АРСР, СРСР) — російський біатлоніст, бронзовий призер чемпіонату Європи з біатлону 2004 року.

## Кар'єра в Кубку світу
- Дебют в кубку світу — 15 березня 2007 року в спринті в Ханти-Мансійську — 47 місце.
- Перше попадання в залікову зону — 17 березня 2007 року в гонці переслідуванняі в Ханти-Мансійську — 18 місце.
- Перше попадання до квіткового подіуму — 29 листопада 2007 року в індивідуальній гонці в Контіолахті — 6 місце.

## Виступи на чемпіонатах Європи
| Рік  | Міце проведення | Інд | Спр | Пр | МС | Ест |
| 2004 | Мінськ          | 3   | 14  | 8  |    | 5   |
| 2007 | Бансько         | 22  |     |    |    | 5   |

## Загальний залік в Кубку світу
- 2006—2007 — 73-е місце (13 очок)
- 2007—2008 — 27-е місце (181 очко)
- 2010—2011 — 79-е місце (33 очки)

## Статистика стрільби
| № п/п | Сезон     | Загальна        | Індивідуальна гонка | Спринт        | Гонка переслідування | Мас-старт     | Естафета   |
| ----- | --------- | --------------- | ------------------- | ------------- | -------------------- | ------------- | ---------- |
| 1     | 2006-2007 | 93,3% (28/30)   | 0,0% (0/0)          | 90,0% (9/10)  | 95,0% (19/20)        | 0,0% (0/0)    | 0,0% (0/0) |
| 2     | 2007-2008 | 86,8% (269/310) | 82,5% (33/40)       | 92,9% (65/70) | 83,3% (100/120)      | 88,8% (71/80) | 0,0% (0/0) |
| 3     | 2010-2011 | 90,0% (72/80)   | 0,0% (0/0)          | 90,0% (36/40) | 90,0% (36/40)        | 0,0% (0/0)    | 0,0% (0/0) |

## Статистика
У таблиці наведено статистику виступів біатлоніста в Кубку світу.
- Місця 1–3: кількість подіумів
- Чільна 10: кількість фінішів у першій десятці
- В очках: кількість виступів, на яких біатлоніст здобував очки
- Старти: кількість стартів
- Естафета: включно зі змішаною

| Місця                              | Індивід. | Спринт | Персьют | Мас-старт | Естафета | Разом |
| ---------------------------------- | -------- | ------ | ------- | --------- | -------- | ----- |
| 1                                  |          |        |         |           |          |       |
| 2                                  |          |        |         |           |          |       |
| 3                                  |          |        |         |           |          |       |
| Чільна 10                          | 1        | 1      | 1       |           |          | 3     |
| В очках                            |          | 3      | 6       | 4         |          | 13    |
| Стартів                            | 2        | 12     | 9       | 4         |          | 27    |
| Станом на: кінець сезону 2010/2011 |          |        |         |           |          |       |

## Виноски
1. ↑  У дужках наведена кількість влучних пострілів та загальна кількість пострілів. У статистиці стрільби рахуються постріли, які здійснив біатлоніст на етапах кубка світу та чемпіонаті світу